# Давари, Даниэль
Да́ниэль Давари́ (перс. دانیال داوری‎; родился 6 января 1988 года в Гисене, ФРГ) — иранский футболист, вратарь клуба «Рот-Вайсс (Оберхаузен)». Выступал за сборную Ирана.

## Клубная карьера
Даниэль начинал заниматься футболом в клубе «Гарбентейх», в 2002 году он перешёл в «Гиссен-Визек». В 2004 году Давари присоединился к молодёжной команде «Майнц 05». 3 ноября 2007 он дебютировал за резервную команду в игре против дубля «Кайзерслаутерна». В том сезоне голкипер провёл 8 матчей, а его команда вышла из Оберлиги в Региональную лигу «Запад».
Отыграв за дубль «Майнца» в следующем году 24 игры, Давари перешёл в брауншвейгский «Айнтрахт», выступавший в Третьей лиге. В сезоне 2009/10 Даниэль выступал за резервный состав «Айнтрахта», победивший в Оберлиге. 11 сентября 2010 года вратарь дебютирует в составе основной команды, выйдя на замену вместо получившего травму Марьяна Петковича. Сезон сложился удачно для «Айнтрахта», команда стала победителем Третьей лиги и получила путёвку во Вторую Бундеслигу. В сезоне 2011/12 Даниэль стал игроком основного состава, приняв участие в 29 матчах. Первый матч во Второй Бундеслиге он провёл против «Карлсруэ». Следующий сезон стал успешным как для брауншвейгской команды, так и для Давари. Голкипер сыграл 30 матчей, из них 10 «на ноль», а «Айнтрахт» занял в чемпионате второе место, позволившее ему выйти в Бундеслигу.
18 августа 2013 года Даниэль провёл первый матч в Бундеслиге.
В апреле 2014 года Давари объявил о том, что не будет подписывать новый контракт с «Айнтрахтом» и в конце сезона покинет клуб.
29 мая 2014 года иранец подписал контракт с клубом Швейцарской Суперлиги, «Грассхоппер». 20 июля он дебютировал за свою новую команду в игре с «Цюрихом». 30 июля Давари провёл первый матч в еврокубках, выйдя в стартовом составе игры третьего квалификационного раунда Лиги чемпионов против французского «Лилля».
11 июня 2015 года Даниэль подписал контракт с клубом Второй Бундеслиги, «Арминия» на 2 года.

## Карьера в сборной
21 января 2013 года главный тренер сборной Ирана, Карлуш Кейрош вызвал голкипера на сборы национальной команды на отборочную игру Кубка Азии 2015 против сборной Ливана. Однако Давари ответил отказом, сославшись на то, что через два дня после игры сборной «Айнтрахт» проводил важный матч. 15 ноября 2013 года Давари дебютировал за сборную Ирана в отборочном матче Кубка Азии 2015 против сборной Таиланда.
Даниэль был включён в состав сборной Ирана на Чемпионат мира в Бразилии, однако ни в одной из 3 игр своей команды участия не принял.